# Самойлова, Мария Михайловна
Мария Михайловна Самойлова (5 мая 1944) — передовик советского сельского хозяйства, свинарка совхоза «Прогресс» Пензенского района Пензенской области, полный кавалер ордена Трудовой Славы (1991). 

## Биография
Родилась в 1944 году в посёлке Новый Свет Сосновоборского района Пензенской области.
В 1966 году стала трудиться в совхозе «Прогресс» Пензенского района Пензенской области свинаркой. На этом производстве проработала 33 года, причём на одной работе — свинаркой на опоросе. У каждого работника на обслуживании находилось до 33 свиноматок. Поросят выхаживали до 2-месячного возраста. Вес поросёнка при отъеме должен был составлять 12—13 килограммов.   
Указом Президиума Верховного Совета СССР от 14 февраля 1975 года была награждена орденом Трудовой Славы III степени. 
«За успехи, достигнутые во Всесоюзном социалистическом соревновании, проявленную трудовую доблесть в выполнении планов и принятых обязательств по увеличению производства мяса и других продуктов животноводства в зимний период 1982—1983 годов» указом Президиума Верховного Совета СССР от 21 декабря 1983 года была награждена орденом Трудовой Славы II степени. 
После трагической гибели в аварии супруга осталась с двумя дочерьми-школьницами. Продолжала работать на ферме и добивалась высоких производственных результатов.   
«За большой личный вклад в развитие животноводства и достижение высоких производственных показателей» указом Президиума Верховного Совета СССР от 21 октября 1991 года была награждена орденом Трудовой Славы I степени, став полным кавалером ордена Трудовой Славы.
В 1999 году вышла на заслуженный отдых. Дважды избиралась и представляла свою отрасль и район в Пензенском областном совете депутатов. 
Проживает в селе Ермоловка Пензенского района.

## Награды и звания
- Орден Трудовой Славы I степени (21.10.1991)
- Орден Трудовой Славы II степени (21.12.1983)
- Орден Трудовой Славы III степени (14.02.1975)
- медали